# Bøking Herred
Bøking Herred (dansk), Bökingharde (tysk) eller Böökinghiird (nordfrisisk) var et herred i Nordfrisland i Sydslesvig. Herredet hørte administrativ til de såkaldte Udlande (Utlande) i Sønderjylland, hvor friserne fra den sydlige Nordsøkyst havde bosat sig i 1100-tallet og hvor frisisk lov gjaldt, senere hørte herredet under Tønder Amt.
Geografisk omfatter herredet området omkring Nibøl. Bøking Herred blev første gang nævnt i Valdemars Jordebog i 1231 som Bokynghæreth. Dengang bestod herredet af en samling af øer. Der kan nævnes gest-byer Dedsbøl, Risum og Lindholm samt øerne Galmesbøl, Dagebøl og Faretoft. De vestlige sogne Osvald, Spinkebøl og Ormershuse blev i tidens løb bortrevet af Vesterhavet.

## Historie
På initiativ af Erik Menved blev øerne omkring 1300 gjort landfast gennem opførelsen af en dæmning. I 1426 vedtog repræsentanter for Bøking Herred, Vidding Herred og øerne Strand, Sild og Før den såkaldte Syv Herreders Vedtægt (på tysk Siebenhardenbeliebung), som tilsikrede herrederne en omfattende retsautonomi. Efter 1864 kom Bøking Herred til Tyskland.

## Landtab
Området har været udsat for både landnedbrydninger og landvindinger. Således er hele eller dele af sognene Osvald, Spinkebøl og Ormershusen samt Galmsbøl forsvundet.

## Inddigninger og koge
Gennem tiderne er der foretaget flere inddigninger af koge i herredet. I 1554 påbegyndtes inddigning af "Kolendam". 1562-66 opførtes et dige fra Nibøl til Viding Herred, og i forbindelse hermed blev indvundet Ny Gudskog. I 1580 blev en stor del af Risummose indvundet som Kornkog med et nyt dige. Tidlige koge er også Størteværkskog og Vejgaard-kog. I 1633 gik hollændere i gang med at indvinde et område omfattende øerne Faretoft, Dagebøl og Galmsbøl, men stormfloden 1634 bragte dette projekt til standsning, og efterfølgende var der store problemer med at sikre afvandingen af området, hvilket da også kun blev gennemført i begrænset omfang. Derved blev indvundet Maasbølkog omfattende Botslot Kog og Herrekog i årene 1633-40. Allerede i 1634 var halligen Faretoft blevet sikret med et sommerdige, og i årene 1686-88 blev opført et sødige. I årene 1648-52 lod amtmand Wulf von Blome indvinde Blomeskog mellem Vejgaard og Faretoft.
Frem til dette tidspunkt var det endnu muligt at sejle ind til Dedsbøl, men i årene 1682-84 blev indvundet Christian Albrechts Kog og Ny Christian Albrechts kog i årene 1705-6. I 1702-4 var indvundet Dagebøl Kog som en ø, og i 1724-25 fulgte Klægsøkog.
Gamsbøl havde ikke kunnet inddiges, fordi den var for lille i forhold til omkostningerne herved, men på læsiden var sket en landdannelse, som gjorde området landfast med Mariekog; dette område fik navnet Galmsbøl Hallig. I 1777 blev Juliane-Marie Kog indvundet, og i årene 1796-98 fulgte Mariekog (også kaldet Ny Galmsbølkog).

## Sogne i Bøking Herred
I herredet ligger følgende sogne:
- Dedsbøl Sogn
- Fartoft Sogn
- Galmsbøl Sogn (bestående af flere oktrojerede koge såsom Christian-Albrechts Kog, Juliane-Marie Kog, Klægsøkog og Mariekog)
- Lindholm Sogn
- Nibøl Sogn
- Risum Sogn
- Dagebøl Sogn